# Diathryptica
Diathryptica é um gênero de mariposa pertencente à família Acrolepiidae.